# Khawkinea fusiformis
Khawkinea fusiformis, secondo una classificazione filogenetica (Z.X.Shi, 1999) è una specie del supergruppo Excavata appartenente alla famiglia Astasiaceae.

## Caratteristiche
Khawkinea fusiformis vive esclusivamente in acqua dolce, ed è stata scoperta da Z.X.Shi nel 1999, presumibilmente in una località sconosciuta in Cina.
Il nome deriva forse dalla sua forma fusiforme, gonfia al centro e affusolata a ciascuna estremità come un fuso. Strettamente avrebbe forma ellissoidle (Stearn 1973)..

## Classificazioni alternative
Una classificazione ormai obsoleta inserisce questo genere nella sottofomaglia delle Euglenoideae, famiglia delle Euglenacee, ordine Euglenales, sottoclasse Euglenophycidae, classe Euglenophyceae, superclasse Spirocuta, infraphylum Dipilida, subphylum Euglenoida, phylum Euglenozoa, sottoregno Eozoa, Regno Protozoa, finché non si è scoperto che tali gruppi sono parafiletici..